# Jérôme Pétion de Villeneuve
Jérôme Pétion de Villeneuve (Chartres, 3 de janeiro de 1756 - morto comuna de Saint-Magne-de-Castillon, próximo a Saint-Emilion, entre junho e julho de 1794: em 18 de Junho de 1794 - 30 Pradial do Ano II, segundo os arquivos parlamentares) foi um advogado e um revolucionário francês.
Filho de Jérôme Pétion, advogado de diligências e juiz presidiário em Chartres, e de Marie-Élisabeth Le Tellier, faz seus estudos na "Congrégation de l'Oratoire" de Vendôme, depois, com 18 anos, junto a um procurador de Paris, antes de inscrever-se para as barras do tribunal de Chartres, em 1778. Procura também fazer nome na literatura forense, concorrendo a diversos prêmios e publicando várias memórias :
- Moyens proposés pour prévenir l'infanticide (1781) (Meios propostos para prevenir o infanticídio (em português));
- Les Lois civiles et l'administration de la justice ramenées à un ordre simple et uniforme, ou Réflexions morales, politiques, etc., etc., sur la manière de rendre la justice en France avec le plus de célérité et le moins de frais possible (1782) (As Leis Civis e a Administração da Justiça levadas a uma ordem simples e uniforme, ou Reflexões morais, políticas, etc., etc., sobre a maneira de aplicar justiça na França com a maior celeridade e menor encargos possíveis (em português));
- Essai sur le mariage considéré sous des rapports naturels, moraux et politiques, ou Moyens de faciliter et d'encourager les mariages en France (1785) (Ensaio sobre o Casamento considerado sob os aspectos naturais, morais e políticos, ou Meios para facilitar e encorajar os Casamentos na França (em português)).

Seus outros escritos foram consagrados à reunião da Assembleia dos Notáveis e aos Estados Gerais.
Eleito em 20 de março de 1789 primeiro deputado do Terceiro Estado nos Estados Gerais com 164 vozes em 190 votantes, toma assento à esquerda na Assembleia Constituinte de 1789 e torna-se um dos chefes do Clube Jacobino. Membro do comitê de revisão, é convocado para o comitê de constituição em Setembro de 1790, antes de ser eleito secretário e depois presidente da Assembleia.
Quando da fuga de Luís XVI e sua prisão em Varennes, juntamente com toda a família real, em Junho de 1791, na mesma época em que Pétion é nomeado Presidente do Tribunal Criminal de Paris (função que nunca exercerá), é encarregado, juntamente com Barnave e o Conde de Latour-Maubourg, de trazê-lo de volta a Paris. Pétion deixa um testemunho deste episódio, no qual pretende que « se estivéssemos a sós, ela (Madame Élisabeth - irmã de Luís XVI) ter-se-ia abandonado entre meus braços aos movimentos da natureza ». Em seguida, pronuncia-se a favor da suspensão, mesmo da deposição, de Luís XVI como monarca. Em 30 de Setembro de 1791, quando do fechamento dos trabalhos da Assembleia, recebe, juntamente com Robespierre, uma grande ovação popular.
Intimamente ligado a Madame de Genlis, ele a acompanha até Londres quando esta acompanha três alunas, entre elas Adélaïde d'Orléans, entre Outubro e Novembro de 1791.
Em 14 de Novembro de 1791, Pétion é eleito prefeito de Paris, disputando contra La Fayette, obtendo 6.708 votos dos 10.632 possíveis e com o apoio da Corte, opositora de La Fayette, segundo alguns. Durante a Jornada de 20 de Junho de 1792, tenta impedir a invasão do Palácio das Tulherias e dos apartamentos reais, mas é acusado pelo rei e o diretório do departamento de ter favorecido a revolta e facilitado, com sua falta de reação, a invasão do palácio. Em 6 de Julho, é suspenso de suas funções pelo departamento e substituído por Philibert Borie, mas esta medida aumenta sua popularidade ; as secções armam-se para reclamar sua volta e ele é o herói das celebrações pelos três anos da Queda da Bastilha, em 14 de Julho de 1792. A Assembleia Legislativa decide então recolocá-lo em suas funções. Em 3 de Agosto, à frente da municipalidade de Paris, exige a deposição do rei. Em compensação, não participa da Jornada de 10 de Agosto de 1792.

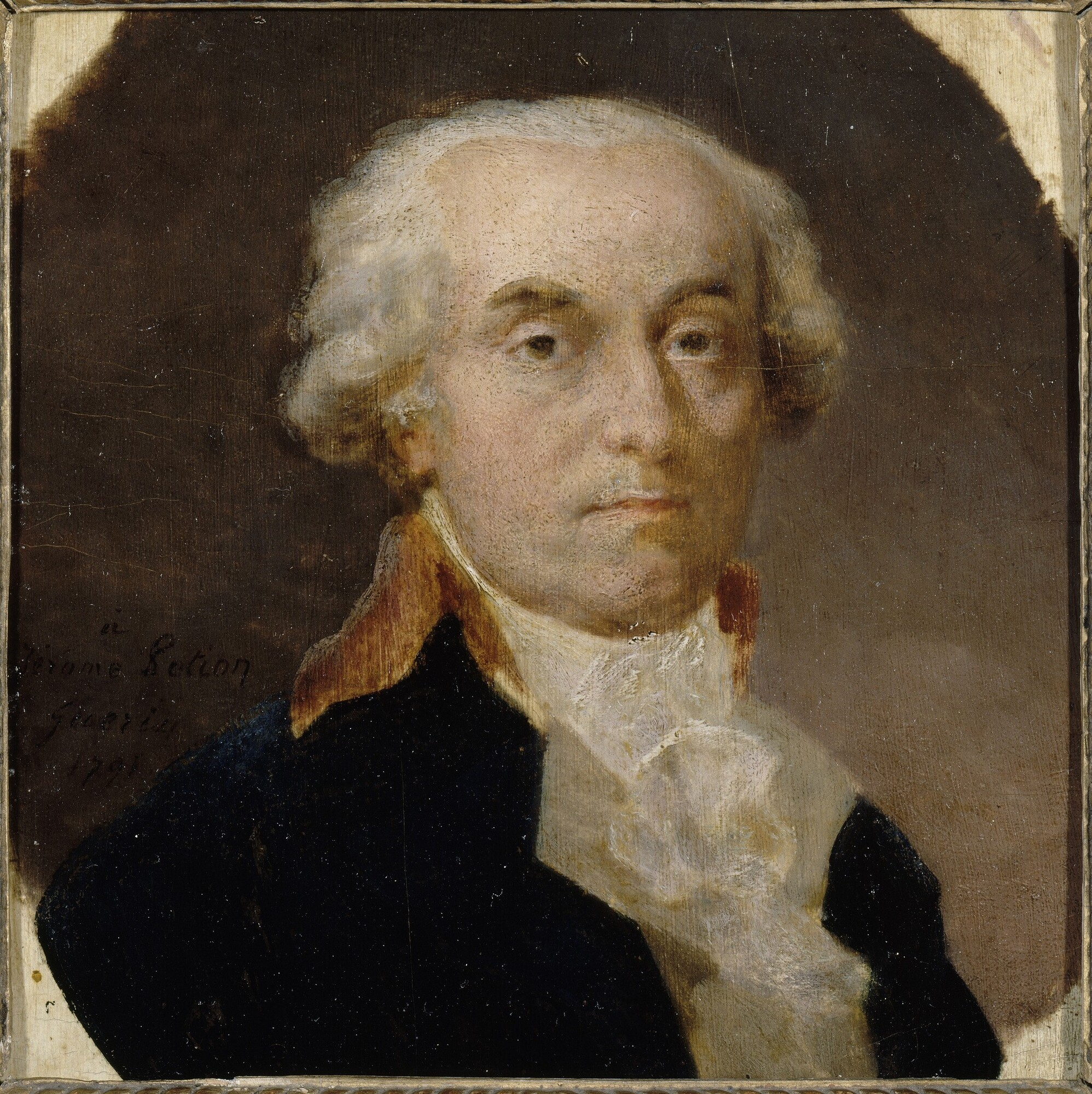
Jérôme Petion de Villeneuve, Presidente da Convenção e Prefeito de Paris em 1791

É confirmado em suas funções de prefeito pela Comuna de Paris, mas perde todo o seu poder em face das secções revolucionárias. Não se opõe às visitas domiciliares e fica totalmente passivo quando dos Massacres de Setembro. Em 6 de Setembro, tem que prestar contas diante da Assembleia dos Acontecimentos.
Eleito, em 5 de Setembro, deputado do Eure-et-Loir na Convenção, demite-se de suas funções de prefeito e torna-se o primeiro presidente da assembleia quando da abertura da sessão, em 20 de setembro de 1792.
Nesta época, Pétion choca-se contra o ciúme de Robespierre, com quem rompe no início de Novembro, e alia-se aos Girondinos. Quando do processo de Luís XVI, vota pelo apelo popular e pela morte com sursis. Na primavera de 1793, entra em conflito com a Comuna de Paris, que escapa do domínio dos Girondinos, após a demissão de Chambon, acelerando a ruptura entre Girondinos e Montanheses. Contudo, vota contra o processo de acusação de Marat.
Após a Insurreição de 2 de Junho de 1793, é decretada sua prisão mas Pétion consegue evadir-se, em 24 de junho, e chega a Caen, com Guadet, onde tenta sublevar a Normandia contra a Convenção. Após a Batalha de Brécourt, em Julho de 1793, passa por Finistère, de onde embarca para a Gironda (Bordeaux). Com Buzot e Barbaroux, Pétion vive escondido em Saint-Emilion, perto de Bordeaux, durante dez meses.
Quando Salles e Guadet são presos na casa do pai de Guadet, julgando-se ameaçado, Pétion deixa seu abrigo, na casa do peruqueiro Troquart (onde estava refugiado desde 20 de janeiro), em plena noite, com Buzot e Barbaroux. Contudo, um pastor os nota em um bosque de pinheiros. Barbaroux atira em si mesmo mas erra o alvo e é preso (acabará guilhotinado em 25 de Junho). Por seu lado, Pétion e Buzot embrenham-se em um campo de trigo e matam-se, cada um com um tiro de pistola, na comuna de  Saint-Magne. Seus corpos são encontrados, semi-devorados por lobos, alguns dias mais tarde.
Antes desta última fuga, Pétion tinha deixado com Madame Bouquey o manuscrito de suas Memórias  e seu testamento político.